# Lý Nhơn
Lý Nhơn là một xã thuộc huyện Cần Giờ, Thành phố Hồ Chí Minh, Việt Nam.

## Địa lý
Xã Lý Nhơn nằm ở phía tây huyện Cần Giờ, có vị trí địa lý:
- Phía đông giáp xã Long Hòa
- Phía tây giáp tỉnh Long An và tỉnh Tiền Giang với ranh giới là sông Soài Rạp
- Phía nam giáp Biển Đông
- Phía bắc giáp xã An Thới Đông.

Xã có diện tích 158,15 km², dân số năm 2021 là 6.350 người,  mật độ dân số đạt 40 người/km².

## Hành chính
Xã Lý Nhơn được chia thành 3 ấp: Lý Hòa Hiệp, Lý Thái Bửu, Tân Điền.

## Hình ảnh

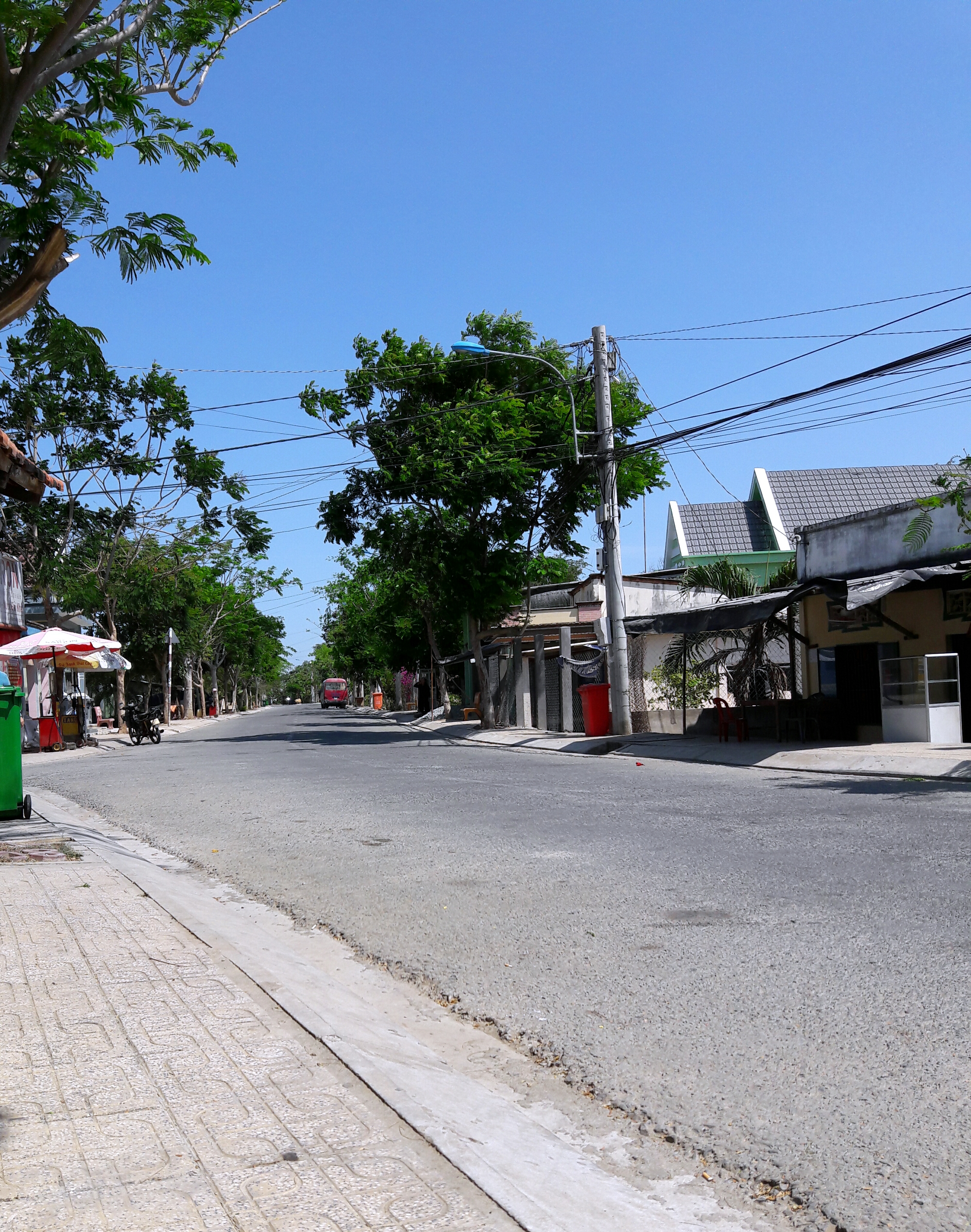
Một con đường ở Lý Nhơn
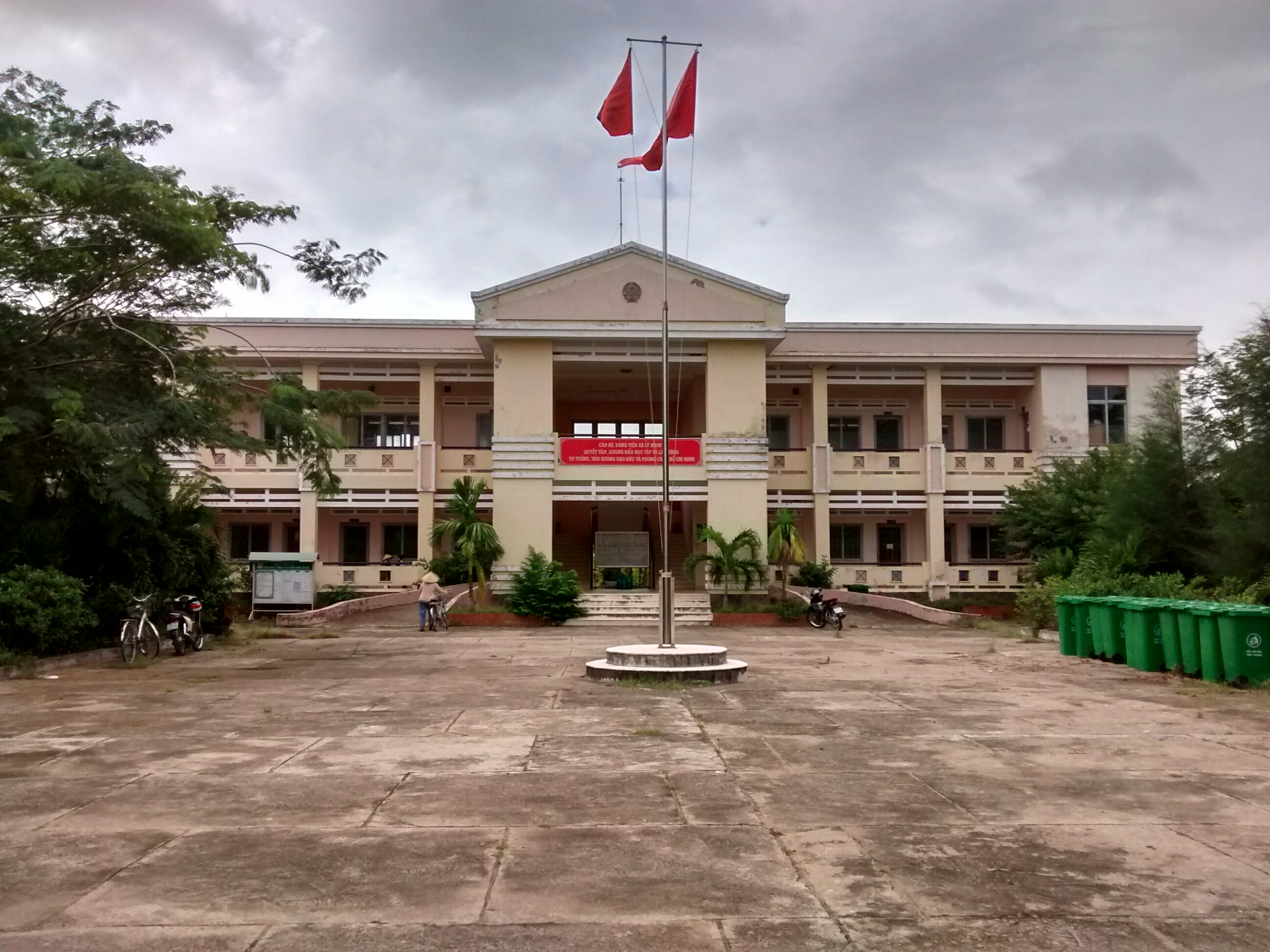
Trụ sở UBND xã Lý Nhơn